# ألان ويلسون (ملحن)
ألان ويلسون (بالإنجليزية: Alan Wilson)‏ هو ملحن بريطاني، ولد في 1947 في نوتنغهام في المملكة المتحدة.